# Усанов, Владимир Евгеньевич
Владимир Евгеньевич Усанов (род. 20 октября 1967 года) — российский учёный-педагог, академик РАО (2010).
В 1994 году — окончил исторический факультет МГУ.
В 1999 году — защитил кандидатскую, а в 2007 году — докторскую диссертацию, тема: «Парламентаризм в России: конституционно-правовые основы становления и деятельности».
В 2008 году — присвоено учёное звание профессора.
В 2008 году — избран членом-корреспондентом, в 2010 году — академиком Российской академии образования, состоит в Отделении психологии и возрастной физиологии.
Профессор кафедры государственно-правовых и уголовно-правовых дисциплин Российского экономического университета имени Г. В. Плеханова.

## Награды
- Почётный работник высшего профессионального образования Российской Федерации